# 西爾卡區
13°52′26″S 72°52′23″W / 13.87389°S 72.87306°W
西爾卡區（西班牙語：Distrito de Circa），是秘魯的一個區，位於該國南部阿普里馬克大區的阿班凱省，面積641.7平方公里，海拔高度3,120米，2005年人口3,105，人口密度每平方公里4.8人。